# Confederazione internazionale dei centri volontari della sofferenza
La Confederazione internazionale dei centri volontari della sofferenza (sigla C.V.S. internazionale) è un'associazione internazionale di fedeli di diritto pontificio.

## Storia

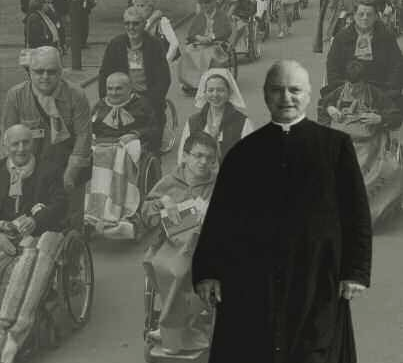
Luigi Novarese, fondatore dei centri volontari della sofferenza

I centri volontari della sofferenza furono fondati a partire dal 1943 da Luigi Novarese con l'aiuto di Elvira Myriam Psorulla per valorizzare le sofferenze delle persone con malattia o disabilità come forma di apostolato a beneficio della Chiesa e della società.
Per garantire continuità all'opera, all'interno del movimento sorsero i Silenziosi operai della Croce.
Il Pontificio consiglio per i laici riconobbe la confederazione come associazione internazionale di fedeli di diritto pontificio il 21 gennaio 2004.

## Attività e diffusione
I centri volontari della sofferenza sono impegnati nell'apostolato dei sofferenti e vedono nella sofferenza dei malati una partecipazione al mistero di Cristo; promuovono convegni di studio, raduni e pellegrinaggi e organizzano corsi di formazione per chi svolge attività riabilitative, socioculturali e ricreative per malati e disabili. Pubblicano il mensile L'Ancora e il bimestrale L'Ancora nell'unità di salute.
Gli organi di governo della confederazione sono l'assemblea generale e il consiglio di presidenza, presieduto dal responsabile per l'apostolato dei Silenziosi operai della Croce.
La confederazione riunisce circa 100 centri volontari della sofferenza, conta circa 10 000 membri ed è presente in 11 nazioni. La sede centrale dell'associazione è in via del Monte Gallo, a Roma.